# Chrysuronia leucogaster
La amazilia ventriblanca (Chrysuronia leucogaster), también denominada diamante ventriblanco o diamante de vientre claro, es una especie de ave apodiforme de la familia Trochilidae —los colibríes— perteneciente al numeroso género  Chrysuronia, anteriormente incluida en el género Amazilia. Es nativa del norte y noreste de América del Sur. 
Se le encuentra en el noreste de Venezuela, en las Guayanas y en el norte y noreste de Brasil. Poblaciones disjuntas también se encuentran en el noreste de Brasil, en lugares tan alejados como Bahía. Se trata de una especie bastante común, que se halla en una gran variedad de hábitats costeros principalmente, y por ende considerada de preocupación menor por BirdLife International y la UICN.
Sus partes superior y laterales son verdes, matizadas a menudo de reflejos dorados en la parte dorsal inferior, mientras que su parte inferior es blanca. Las rectrices centrales son doradas y las exteriores son de azul oscuro con puntas blancuzcas afinadas. Su pico levemente recurvo es negro con una base de color carne en el maxilar inferior.